# Palacio de Congresos (Campo de las Naciones)
El Palacio Municipal de Congresos del Campo de las Naciones de Madrid, en España, fue inaugurado en 1993. Diseñado por Ricardo Bofill Levi, se encuentra junto al Recinto Ferial de IFEMA.

## Características
Su moderno diseño, propio de las obras de ese arquitecto, y una superficie útil de más de 30 000 m² repartidos entre sus 14 plantas (7 de ellas subterráneas), le otorgan una gran versatilidad, con la tecnología y los servicios necesarios para absorber todas las demandas del mercado; en especial la organización de congresos, ferias y grandes reuniones de todo tipo. 
El edificio posee aparcamiento público, amplias zonas de exposición, dos auditorios con capacidad para 913 y 1.814 personas respectivamente, una sala polivalente de 2200 m²  y treinta salas de distintas capacidades.

## Historia
En los años 80 se decide destinar la zona al turismo, los negocios y los congresos. La zona se bautizaría como Campo de las Naciones.
En 1988 la empresa pública municipal gestora que iba a gestionar este inmueble fue bautizada como Campo de las Naciones. En 2006, cuando ya gestionaba este Palacio y otros edificios expositivos de la ciudad, cambió su nombre por Madrid Espacios y Congresos S.A., con el nombre comercial de Madridec. No obstante, Madridec quebró en 2013 y el propio Ayuntamiento pasó a ser gestor de sus deudas y activos.
En 1991 se inauguran cerca de él las instalaciones feriales del Ifema.
Entre otros eventos, ha albergado cumbres internacionales de la OTAN, de la Unión Europea y de la Asamblea Anual del Fondo Monetario Internacional.
El 15 de diciembre de 1995 se acordó en su interior denominar euro a la moneda única europea.
En octubre de 2003 se celebró la Conferencia Internacional de Donantes para la Reconstrucción de Irak.
Desde enero de 2019 es gestionado por IFEMA.